# Mi querida señorita
Mi querida señorita è un film del 1972 diretto da Jaime de Armiñán. 
Fu candidato all'Oscar al miglior film straniero.

## Riconoscimenti
- Premio Oscar 1973
  - Candidatura all'Oscar al miglior film straniero